# Isole Hermite
Le isole Hermite (chiamate anche Islas del Cabo de Horno) sono un piccolo gruppo di isole dell'arcipelago della Terra del Fuoco, situate nell'estremo sud del Cile. Amministrativamente appartengono al comune di Cabo de Hornos, nella provincia dell'Antartica Cilena, a sua volta parte della regione di Magellano e dell'Antartide Cilena.
Le isole sono situate immediatamente a sud delle isole Wollaston, separate da esse dal canale Franklin. Nella più meridionale di esse, chiamata Hornos in spagnolo, si trova Capo Horn, che la convenzione considera il punto più meridionale dell'America del Sud.

## Geografia
L'arcipelago è formato da quattro isole maggiori (Deceit, Herschel, Hermite e Hornos) e altri isolotti minori (Jerdan, Maxwell, Hall e Reef tra gli altri). Sull'isola Hermite si trova il picco più alto dell'intero arcipelago, a 516 m d'altitudine.
Le isole fanno parte del parco nazionale Capo Horn, che contiene nel suo interno l'area boscosa più australe della Terra. L'isola Hornos si caratterizza per il fatto di non avere al suo interno alcuna specie vegetale esotica; tutto l'arcipelago è in ogni modo caratterizzato da una scarsissima alterazione della flora naturale, fatto dovuto all'isolamento e alla scarsa frequentazione umana.

## Storia
L'arcipelago porta il nome del navigatore olandese Jacques l'Hermite, che con Gheen Huygen Schapenham guidò tra il 1623 e il 1624 una spedizione nelle acque del Canale di Beagle; le cattive condizioni del mare costrinsero la flotta a ripararsi in queste isole, che furono da essi scoperte.